# Tommy Mooney
Thomas John Mooney, più conosciuto come Tommy Mooney (Middlesbrough, 11 agosto 1971) è un ex calciatore inglese, di ruolo attaccante.

## Biografia
Suo figlio Kelsey è a sua volta un calciatore professionista.

## Carriera
Nella stagione 1989-1990 fa parte della rosa dell'Aston Villa, club di prima divisione in cui già aveva giocato nelle giovanili, senza però mai esordire in partite ufficiali: a fine stagione il suo contratto non viene rinnovato e, da svincolato, si accasa allo Scarborough, club di quarta divisione; qui, nella stagione 1990-1991 all'età di 19 anni esordisce tra i professionisti totalizzando 27 presenze e 13 reti in campionato. Nelle 2 successive stagioni, entrambe disputate in quarta divisione, continua a giocare regolarmente titolare (40 presenze in ciascun campionato) e segna rispettivamente 8 e 9 reti in campionato che, unite a 22 presenze e 10 reti nelle varie coppe nazionali, lo portano ad un bilancio totale di 129 presenze e 40 reti nel club. Nell'estate del 1994 viene ceduto al Southend Utd, con cui segna 5 reti in 14 presenze in seconda divisione per poi passare in prestito al Watford, con cui conclude la stagione mettendo a segno ulteriori 2 reti in 10 presenze nella medesima categoria. A fine stagione viene acquistato a titolo definitivo dal Watford, con cui nei 2 anni seguenti totalizza 71 partite e 9 gol in seconda divisione. Nella stagione 1996-1997 va invece a segno per 13 volte in 37 presenze in terza divisione. Nelle stagioni 1997-1998 e 1998-1999 è tra i protagonisti del doppio salto di categoria degli Hornets, che prima vincono la terza divisione e poi, da neopromossi, vincono i play-off della seconda divisione (Mooney totalizza 81 presenze e 15 reti, più ulteriori 3 presenze nei play-off). Nella stagione 1998-1999, disputata in prima divisione e conclusa con una retrocessione, Mooney viene impiegato con minor frequenza, mettendo comunque a segno 2 reti in 12 presenze. Al termine della stagione 2000-2001, una delle sue migliori in carriera (19 gol in 39 partite di campionato), viene ceduto al Birmingham City, dopo un totale di 288 presenze e 65 reti in partite ufficiali con il Watford.
Con il Birmingham, Mooney è tra i protagonisti della promozione in prima divisione mediante la vittoria dei play-off (con le sue 13 reti segnate è anche il capocannoniere stagionale del club); in prima divisione dopo una sola presenza viene però ceduto in prestito allo Stoke City, in seconda divisione; nel corso della stagione trascorre poi dei periodi in prestito in questa categoria anche allo Sheffield Utd ed al Derby County, per un totale di 23 presenze e 3 reti fra tutti e 3 i club. Passa quindi allo Swindon Town, dove segna 19 reti e perde la finale play-off per la promozione in seconda divisione. Gioca quindi per 3 anni consecutivi in Football League Two (quarta divisione), prima all'Oxford Utd e poi per 2 stagioni al Wycombe. Nella stagione 2007-2008 realizza invece 11 reti in 36 presenze in Football League One con il Walsall; si ritira al termine della stagione 2008-2009, nella quale gioca 10 partite senza mai segnare con il Marbella FC, club della terza divisione spagnola.

## Palmarès

### Club

#### Competizioni nazionali
- Second Division: 1

Watford: 1997-1998